# آسپا (او-را)
آسپا (به فرانسوی: Aspach) یک کمون در فرانسه است که در او-رن واقع شده‌است. آسپا ۴٫۲ کیلومتر مربع مساحت دارد.